# Герб Андорры-ла-Вельи
Герб города Андорра-ла-Велья — один из официальных символов города Андорры-ла-Велья. Герб представляет собой геральдический щит традиционной овальной итальянской формы, поле которого разделено на семь частей вертикально расположенными волнообразными линиями. Три части щита окрашены в голубой (синий) цвет, а четыре — в зеленый (что повторяет цвета официального городского флага). На некотором расстоянии от вершины герба помещено изображение королевской короны золотого цвета, украшенной красными и зелеными драгоценными камнями, с пятью видимыми фигурными выступами. Зеленый цвет олицетворяет  свободу, синий — воды реки Валиры, протекающей на территории города; золотая корона — власть, величие и объединение власти и жителей города.